# Три цвета: Белый
«Три цвета: Белый» (фр. Trois Couleurs: Blanc, пол. Trzy kolory: Biały) — кинофильм Кшиштофа Кесьлёвского, вторая часть трилогии «Три цвета».

## Сюжет
После развода со своей женой-француженкой Доминик (Жюли Дельпи) польский парикмахер Кароль (Збигнев Замаховский) оказывается один на парижских улицах — без денег и паспорта. Благодаря случайной встрече с соотечественником ему удаётся вернуться в Польшу. Там Кароль понимает, что не может забыть жену, и у него рождается идея. Провернув несколько успешных операций на чёрном рынке, он заработал достаточно денег для того, чтобы приступить к осуществлению своего плана. Поставив на кон всё, что у него есть, Кароль ещё не знал, чем всё это закончится…

## В ролях
— главная роль
| Актёр               | Роль                               |
| ------------------- | ---------------------------------- |
| Збигнев Замаховский | Кароль Кароль                      |
| Жюли Дельпи         | Доминик Видаль                     |
| Януш Гайос          | Миколай                            |
| Ежи Штур            | Юрек                               |
| Цезары Пазура       | хозяин конторы                     |
| Гжегож Вархол       | «Элегант», партнёр хозяина конторы |
| Александер Бардини  | адвокат                            |
| Ежи Новак           | старый фермер                      |
| Мажена Трыбала      | работница гостиницы «Marriott»     |
| Пётр Махалица       | мужчина у обменника                |

## Награды и номинации

### Награды
- 1994 — Берлинский кинофестиваль
  - Лучший режиссёр (Серебряный медведь) — Кшиштоф Кесьлёвский

### Номинации
- 1994 — Берлинский кинофестиваль
  - «Золотой медведь» — Кшиштоф Кесьлёвский
- 1994 — Премия «European Film Awards»
  - Лучший фильм — Марен Кармитц